# 035号線 (チェコ)
チェコ国鉄035号線、別名ジェレズニー・ブロド～タンヴァルド線（チェコ語: Železniční trať Železný Brod – Tanvald）は、アリヴァ列車の鉄道線の名称である。
1875年、南北ドイツ連絡鉄道の路線として開業した。その後チェコ鉄道に移管され、2019年末に運行がアリヴァ列車に移管された（プラヴィ以北の区間運転便を除く）。

## 運行形態

### 特急「リフリーク(R)」
- R21系統：　プラハ - ジェレズニー・ブロド - タンヴァルド　　※アリヴァ列車による運行
平日は一日4.5往復、休日は一日5.5往復（概ね2時間に1本）の運行。ジェレズニー・ブロド以南は030号線に直通する。夏季の休日に限り、スパーロフに北行一日1本が停車する。
過去の運行系統
2018年以前はチェコ鉄道による運行で、下り4本・上り1本、土曜日は下り4本・上り5本、休日は下り5本・上り4本の運行であった。また、全列車がヴェルケー・ハムリ駅に停車していた一方、ヴェルケー・ハムリ町駅は大部分が、スパーロフは通年全列車が通過していた。
2018年末に、一部が036号線のハルラホフへ直通する様になった。また、全列車に「イゼラ」号の愛称名が与えられた。
2019年末にアリヴァ列車に移管され、現在の本数に増発された。ヴェルケー・ハムリが全列車通過となり、代わりにヴェルケー・ハムリ町に全列車停車となった。
2021年末に、夏季の休日に限り、スパーロフに一日2往復が停車する様になった。
2023年度に、夏季のスパーロフ停車が一日1.5往復（北行1本、南行2本）となった。
2025年度より、南行が夏季も含め全てスパーロフ通過となった。

### 快速「スピェシニー(Sp)」
- リベレツ - ジェレズニー・ブロド - スパーロフ　【春・夏運行】　　※アリヴァ列車による運行。
春・夏の土曜・休日に一日1往復、夏の平日に北行のみ一日1本の運行。ジェレズニー・ブロド以南は030号線に直通する。
2022年度に、普通列車として運行を開始した。2024年度より快速として運行している。

### 普通
- ジェレズニー・ブロド - タンヴァルド　　※アリヴァ列車による運行
2時間に1本運行されている。線内のみの運行。また一部はスパーロフ、ナーヴァロフを通過する。
2019年以前はチェコ鉄道による運行で、一部は030号線のトゥルノフ/プラハに直通していた。030号線直通列車は、全便がスパーロフ、ナーヴァロフを通過していた。

- スィフロフ - ジェレズニー・ブロド - スパーロフ　【春・夏運行】　　※アリヴァ列車による運行。
春は土曜・休日に限り一日1往復、夏は平日に南行のみ一日1本、休日に一日3往復の運行。ジェレズニー・ブロド以南は030号線に直通する。
2022年度に運行を開始した。

- プラヴィ - タンヴァルド - リベレツ　【平日運行】　　※チェコ鉄道による運行
一日3.5往復、主に朝の運行。タンヴァルド以北は036号線に直通する。
2019年以前は、シュクラルスカ・ポレンバ・グルナ方面への直通列車もあった。

### 過去の運行種別
- 快速「スピェシニー(Sp)」
2017,18年の夏季の土曜日のみ、コルジェノフ → タンヴァルド → ジェレズニー・ブロド → ロヴェンスコ間に片道1本運行していた。コルジェノフ以北は036号線から、ジェレズニー・ブロド以南は030号線に直通していた。特急と同じ停車駅だが、ヴェルケー・ハムリ町にも停車していた。

## 駅一覧
以下では、チェコ国鉄035号線の駅と営業キロ、停車列車、接続路線などを一覧表で示す。
- 種別
  - R：特急
  - Sp：特急
  - Os：普通
- 停車駅
  - ■印：全列車停車
  - ●印：一部通過
  - ｜印：全列車通過

| 路線名 | 駅名                   | 駅間営業キロ | 累計営業キロ | R  | Os | 接続路線                                    | 所在地     | 所在地                     |
| ------ | ---------------------- | ------------ | ------------ | -- | -- | ------------------------------------------- | ---------- | -------------------------- |
| 035    | ジェレズニー・ブロド駅 |              | 0.0          | ■  | ■  | 030号線（パルドゥビツェ方面、リベレツ方面） | リベレツ州 | ヤブロネツ・ナド・ニソウ郡 |
| 035    | スパーロフ駅           | 2.2          | 2.2          | ｜ | ●  |                                             | リベレツ州 | セミリ郡                   |
| 035    | イェセンニー駅         | 3.1          | 5.3          | ■  | ■  |                                             | リベレツ州 | セミリ郡                   |
| 035    | ナーヴァロフ駅         | 3.2          | 8.5          | ｜ | ●  |                                             | リベレツ州 | ヤブロネツ・ナド・ニソウ郡 |
| 035    | プラヴィ駅             | 3.7          | 12.2         | ■  | ■  |                                             | リベレツ州 | ヤブロネツ・ナド・ニソウ郡 |
| 035    | ヴェルケー・ハムリ駅   | 1.3          | 13.5         | ｜ | ■  |                                             | リベレツ州 | ヤブロネツ・ナド・ニソウ郡 |
| 035    | ヴェルケー・ハムリ町駅 | 0.9          | 14.4         | ■  | ■  |                                             | リベレツ州 | ヤブロネツ・ナド・ニソウ郡 |
| 035    | タンヴァルド駅         | 2.8          | 17.2         | ■  | ■  | 036号線（ポレンバ方面、リベレツ方面）       | リベレツ州 | ヤブロネツ・ナド・ニソウ郡 |